# Arcipelago Spezzino
L'arcipelago Spezzino (di Portovenere o isole del Golfo della Spezia) è un piccolo arcipelago italiano, localizzato nel mar Ligure, in Liguria, ad occidente del golfo della Spezia e a sud della punta di Portovenere.
La prima occasione in cui si ritrova la definizione di "arcipelago" per il sistema delle isole spezzine è una piccola guida turistica dedicata all'intero comprensorio della Lunigiana Storica denominata Charta Magna ed edita a Sarzana nel 2002 (edizioni Luna Nova, società ora scomparsa).

## Geografia
Fanno parte dell'arcipelago tre isole: isola di Palmaria, il Tino e il Tinetto.
Appartiene all'arcipelago anche l'isolotto denominato Torre Scola e alcuni scogli minori.
Le isole fanno parte del territorio comunale di Portovenere.